# Comuna Bereznehuvatske, Novîi Buh
Bereznehuvatske (în ucraineană Березнегуватське) este o comună în raionul Novîi Buh, regiunea Mîkolaiiv, Ucraina, formată din satele Bereznehuvatske (reședința) și Veselîi Podil.

## Demografie
Componența lingvistică a comunei Bereznehuvatske
     Ucraineană (97,79%)
     Rusă (1,63%)
     Alte limbi (0,47%)
Conform recensământului din 2001, majoritatea populației comunei Bereznehuvatske era vorbitoare de ucraineană (97,79%), existând în minoritate și vorbitori de rusă (1,63%).